# Автотрансформатор

Схема автотрансформатора со ступенчатой регулировкой выходного напряжения

Схема «безопасного» автотрансформатора. Слева — обычное включение. Справа — через разделительный трансформатор.

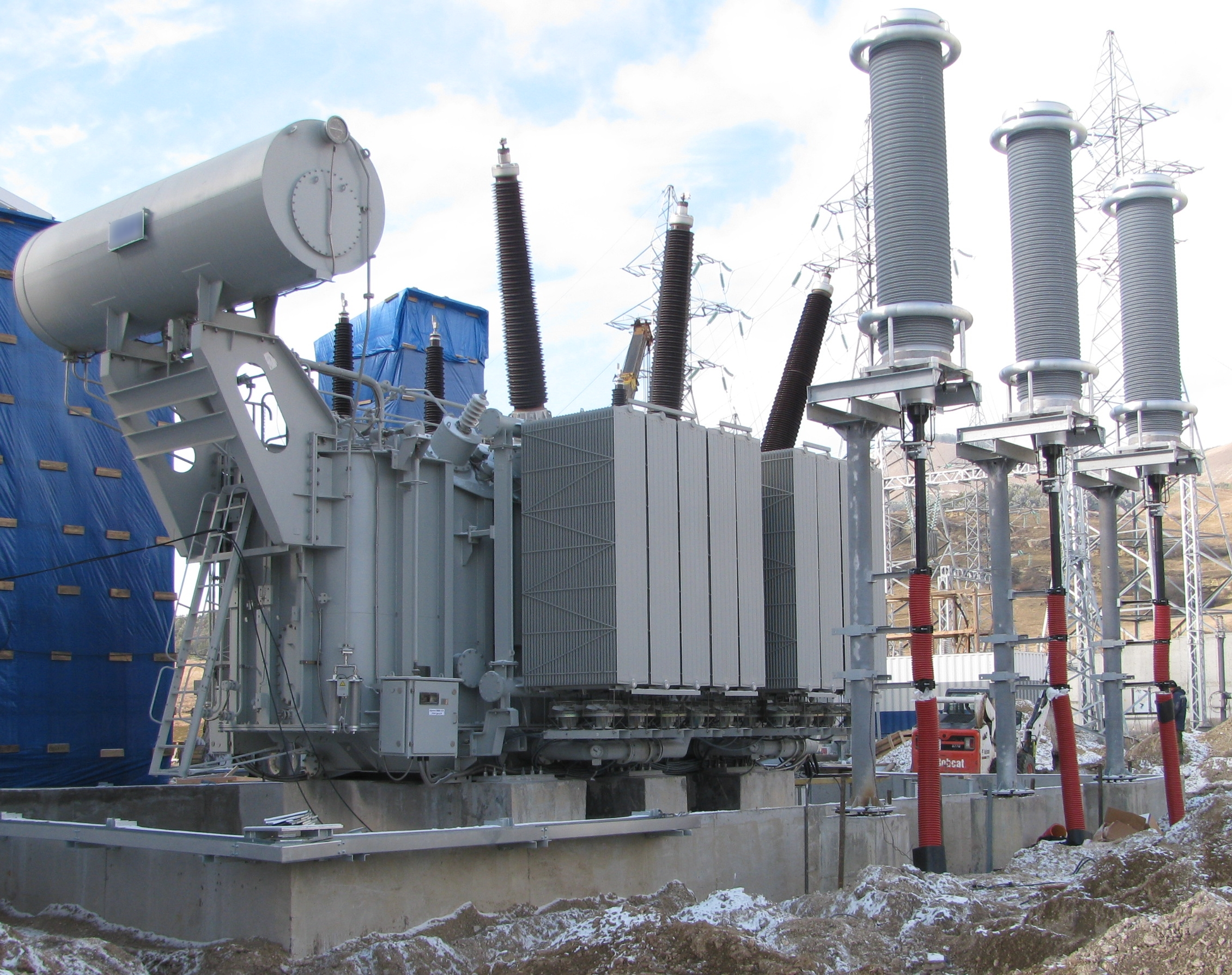
Автотрансформатор АТДЦТН-125000/330/110

А́втотрансформа́тор — вариант исполнения трансформатора, первичная и вторичная обмотки которого объединены в одну общую обмотку и имеют не только магнитную связь, но и электрическую.
Преимуществом автотрансформатора является более высокий КПД, поскольку лишь часть мощности подвергается преобразованию через индуктивную связь — это особенно существенно, когда входное и выходное напряжения различаются незначительно.
Другое преимущество — существенная экономия металла для провода и сердечника.
При применении автотрансформаторов 220/110/10 кВ удельная экономия меди (кг/кВА) по сравнению с трансформаторами составляет примерно 15—25 %, экономия активной стали — в пределах 50-60 %, а полный вес автотрансформатора примерно в 1,5 раза меньше. Суммарные потери энергии уменьшаются на 30-35 %.
Недостатком является отсутствие гальванической развязки между первой и второй цепью. В автотрансформаторе вторичная обмотка является частью первичной обмотки и имеет непосредственный электрический контакт с сетью. Потенциально это несёт в себе риски: при нарушении режимов работы или аварии на одной стороне произойдет нарушение работы и/или авария на другой стороне. Например, при замыкании на землю одной из линий высокого напряжения на землю линия низкого напряжения получает потенциал высокого относительно земли. То есть в описанном случае потребители на стороне 6 кВ могут оказаться под напряжением 10 кВ по отношению к земле.
У автотрансформаторов большие токи короткого замыкания и механические усилия в обмотках в режимах короткого замыкания, что негативно влияет на надежность. Также при проектировании защит требуется учитывать значения токов короткого замыкания. В схеме соединения типа звезда, что характерно для автотрансформатора, высшие гармоники могут увеличивать потери и ускорять старение изоляции.
Распространены аббревиатуры:
ЛАТР — лабораторный автотрансформатор регулируемый.
РНО — регулятор напряжения однофазный.
РНТ — регулятор напряжения трёхфазный.

## Принцип работы автотрансформатора

Схема автотрансформатора с плавной регулировкой выходного напряжения

Рассмотрим схему, в которой источник электрической энергии (сеть переменного тока) подключен к обмотке автотрансформатора, имеющей {\displaystyle w} витков, а потребитель — к некоторой части витков этой обмотки {\displaystyle w_{2}.}
При прохождении переменного тока по обмотке автотрансформатора возникает переменный магнитный поток, индуцирующий в этой обмотке электродвижущую силу, величина которой прямо пропорциональна числу витков обмотки.
Во всей обмотке автотрансформатора, имеющей число витков {\displaystyle w,} индуцируется электродвижущая сила {\displaystyle E,} в части этой обмотки, имеющей число витков {\displaystyle w_{2},} индуцируется электродвижущая сила {\displaystyle E_{2}.} Соотношение величин этих ЭДС выглядит так: {\displaystyle {{E} \over {E_{2}}}={{w} \over {w_{2}}}=k,} где {\displaystyle k} носит название коэффициента трансформации.
Так как падение напряжения в активном сопротивлении обмотки автотрансформатора относительно мало, то им практически можно пренебречь и считать справедливым равенство:
{\displaystyle U_{s}=E} и {\displaystyle U_{l}=E_{2},}
где {\displaystyle U_{s}} — напряжение источника электрической энергии, поданное на всю обмотку автотрансформатора, имеющую число витков {\displaystyle w;}
{\displaystyle U_{l}} — напряжение, подаваемое к потребителю электрической энергии, снимаемое с той части обмотки автотрансформатора, которая обладает количеством витков {\displaystyle w_{2}.}
Следовательно, {\displaystyle {{U_{s}} \over {U_{l}}}={{w} \over {w_{2}}}=k.}
Напряжение {\displaystyle U_{s},} приложенное со стороны источника электрической энергии ко всем виткам {\displaystyle w} обмотки автотрансформатора, во столько раз больше напряжения {\displaystyle U_{l},} снимаемого с части обмотки, обладающей числом витков {\displaystyle w_{2},} во сколько раз число витков {\displaystyle w} больше числа витков {\displaystyle w_{2}.}
Если к автотрансформатору подключен потребитель электрической энергии, то под влиянием напряжения {\displaystyle U_{l}} в нём возникает электрический ток, действующее значение которого обозначим как {\displaystyle I_{l}.}
Соответственно в первичной цепи автотрансформатора будет ток, действующее значение которого обозначим как {\displaystyle I_{s}.}
Однако ток в верхней части обмотки автотрансформатора, имеющей число витков {\displaystyle w_{1}={w}-{w_{2}}} будет отличаться от тока в нижней её части, имеющей количество витков {\displaystyle w_{2}.} Это объясняется тем, что в верхней части обмотки протекает только ток {\displaystyle I_{s},} а в нижней части — некоторый результирующий ток, представляющий собой разность токов {\displaystyle I_{s}} и {\displaystyle I_{l}.} Дело в том, что согласно правилу Ленца индуцированное электрическое поле в обмотке автотрансформатора {\displaystyle w_{2}} направлено навстречу электрическому полю, созданному в ней источником электрической энергии. Поэтому токи {\displaystyle I_{s}} и {\displaystyle I_{l}} в нижней части обмотки автотрансформатора направлены навстречу друг другу, то есть находятся в противофазе.
Сами токи {\displaystyle I_{s}} и {\displaystyle I_{l},} как и в обычном трансформаторе, связаны соотношением:
{\displaystyle {{I_{s}} \over {I_{l}}}={{w_{2}} \over {w}}={1 \over k},} или
{\displaystyle I_{l}={{w} \over {w_{2}}}\cdot I_{s}.}
Так как в понижающем трансформаторе {\displaystyle {w}>{w_{2}},} то {\displaystyle {I_{l}}>{I_{s}}} и результирующий ток {\displaystyle I_{s1}} в нижней обмотке автотрансформатора равен {\displaystyle {I_{l}}-{I_{s}}.}
Следовательно, в той части обмотки автотрансформатора, с которой подаётся напряжение на потребитель, ток значительно меньше тока в потребителе, то есть {\displaystyle {I_{l}}-{I_{s}}\ll {I_{l}}.}
Это позволяет значительно снизить расход энергии в обмотке автотрансформатора на нагрев её проволоки (См. Закон Джоуля — Ленца) и применить провод меньшего сечения, то есть снизить расход цветного металла и уменьшить вес и габариты автотрансформатора.
Если автотрансформатор повышающий, то напряжение со стороны источника электрической энергии подводится к части витков обмотки трансформатора {\displaystyle w,} а на потребитель подводится напряжение со всех его витков {\displaystyle w_{2}.}

## Применение автотрансформаторов
Автотрансформаторы применяются в телефонных аппаратах, радиотехнических устройствах, для питания выпрямителей и т. д. Достаточно широкое применение регулируемые (регулировочные, лабораторные) автотрансформаторы получили в СССР для ручной регулировки питающего напряжения ламповых телевизоров. Причиной этому было то, что в электросетях нередко наблюдалось повышенное или пониженное напряжение, что приводило к нарушению нормальной работы телевизора и даже могло вызвать его повреждение.
В дальнейшем для этой задачи более эффективно применялись автоматические феррорезонансные стабилизаторы. В последующих моделях телевизоров (УСЦТ и др.), вместо силового трансформатора стал применяться импульсный блок питания, что сделало использование внешних стабилизаторов напряжения излишним.

### Электрификация железных дорог по системе 2×25 кВ
В СССР (и на постсоветском пространстве) часть железных дорог электрифицирована на переменном токе 25 киловольт, частотой 50 Герц. С тяговой подстанции в контактный провод подаётся высокое напряжение, обратным проводом служит рельс. Однако, на малонаселённых территориях нет возможности часто располагать тяговые подстанции (к тому же трудно найти квалифицированный персонал для их обслуживания, а также создать для людей должные жилищно-бытовые условия).
Для малонаселённых территорий разработана система электрификации 2×25 кВ (два по двадцать пять киловольт).
На опорах контактной сети (сбоку от железнодорожного полотна и контактного провода) натянут специальный питающий провод, в который подаётся напряжение 50 кВ от тяговой подстанции. На железнодорожных станциях (или на перегонах) установлены малообслуживаемые понижающие автотрансформаторы, вывод обмотки {\displaystyle \omega _{1}} подключён к питающему проводу, а вывод обмотки {\displaystyle \omega _{2}} — к контактному проводу. Общим (обратным) проводом является рельс. На контактный провод подаётся половинное напряжение от 50 кВ, то есть 25 кВ.
Данная система позволяет реже строить тяговые подстанции, а также уменьшаются тепловые потери. Электровозы и электропоезда переменного тока в переделке не нуждаются.